# Alicja Krzemińska
Alicja Krzemińska – polska geolożka, inżynier dr hab. nauk rolniczych, adiunkt Instytutu Geografii i Rozwoju Regionalnego Wydziału Nauk o Ziemi i Kształtowania Środowiska Uniwersytetu Wrocławskiego.

## Życiorys
22 października 2002 obroniła pracę doktorską Wpływ czynnika wodnego na warunki siedliskowe terenów leśnych odrzańskiego polderu Lipki-Oława, 18 czerwca 2004 uzyskała doktorat w zakresie nauk o Ziemi za pracę pt. Analiza porównawcza wyników hydrochemicznej i bioindykacyjnej oceny jakości wód podziemnych na wybranych przykładach z Dolnego Śląska. 8 kwietnia 2009 habilitowała się na podstawie rozprawy   zatytułowanej Dynamika zmian warunków wodnych w siedliskach leśnych na terenach polderowych - anliza interakcji. Pracowała w Międzynarodowej Wyższej Szkole Logistyki i Transportu we Wrocławiu.
Piastuje stanowisko adiunkta Instytutu Geografii i Rozwoju Regionalnego Wydziału Nauk o Ziemi i Kształtowania Środowiska Uniwersytetu Wrocławskiego.
Była profesorem nadzwyczajnym i dyrektorem w Instytucie Przyrodniczym i Technicznym Państwowej Wyższej Szkole Zawodowej im. Angelusa Silesiusa w Wałbrzychu.